# Rupert Holmes
Rupert Holmes (Cheshire, 24 de fevereiro de 1947) é um compositor, cantor, músico e escritor de peças, histórias e novelas britânico. 
Ele é mais conhecido pelas canções "Escape (Piña Colada Song)", de 1979 e "Him", de 1980, e por sua peça musical da Broadway, Curtains (também tocada no filme Gente Grande, de 2010)

## Discografia
- Widescreen (1974)
- Rupert Holmes (1975)
- Singles (1976)
- Pursuit of Happiness (1978)
- Partners in Crime (1979)
- Adventure (1980)
- Full Circle (1981)
- Billboard Top Hits 1979 (1991)
- Scenario (1994)
- Epoch Collection (1994)
- Widescreen (1995)
- The Best of Rupert Holmes (1998)
- Rupert Holmes / Greatest Hits (2000)
- Widescreen - The Collector's Edition' (2001)
- Cast of Characters - The Rupert Holmes Songbook (2005)
- The Mystery of Edwin Drood